# Bierné-les-Villages
Bierné-les-Villages község Franciaország Loire mente régiójában, Mayenne megyében. Új községként 2019. január 1-jén jött létre Bierné, Argenton-Notre-Dame, Saint-Laurent-des-Mortiers és Saint-Michel-de-Feins korábbi községek egyesítésével. Az egyesüléskor az új község lélekszáma 1293 fő lett. Lakosainak száma 1280 fő (2022. január 1.).

## Népesség
| Lakosok száma | 1249 | 1249 | 1252 | 1254 | 1263 | 1280 |
|               | 2017 | 2018 | 2019 | 2020 | 2021 | 2022 |